# Luis Vélez de Guevara
Luis Vélez de Guevara (născut Luis Vélez de Santander; n. 1 august 1579, Écija, Andaluzia, Spania – d. 10 noiembrie 1644, Madrid, Madrid⁠(d), Spania) a fost un dramaturg și romancier spaniol. S-a născut la Écija și era de origine converso evreiască. După ce a absolvit ca sizar la Universitatea din Osuna în 1596, s-a alăturat gospodăriei lui Rodrigo de Castro, cardinal-arhiepiscop de Sevilla, și a celebrat căsătoria cu Filip al III-lea într-o poezie semnată Vélez de Santander, nume pe care a continuat să-l folosească până câțiva ani mai târziu.
Se pare că a servit ca soldat în Italia și Alger, întorcându-se în Spania în 1602, când a intrat în slujba contelui de Saldaña și s-a dedicat să scrie pentru scenă. A murit la Madrid la 10 noiembrie 1644.
Velez de Guevara a fost autorul a peste patru sute de piese, dintre care cele mai bune sunt Reinar despues de morir, La Luna de la Sierra, iar El Diablo está en Cantillana. Piesa Más pesa el rey que la sangre, care se traduce prin „Regele cântărește mai mult decât sângele (rudenie)” se bazează pe episodul Reconquista în care nobilul Alonso Pérez de Guzmán permite ca fiul său să fie sacrificat, mai degrabă decât să se predea. stăpânirea regelui său din Tarifa. Cu toate acestea, Vélez de Guevara este cunoscut cel mai mult ca autor al lui Diavolul Șchiop, un roman fantastic care a sugerat lui Alain-René Lesage ideea pentru Le Diable boiteux (1707 ). Complotul prezintă un student rascal care se ascunde în mansarda unui astrolog. Eliberează un diavol dintr-o sticlă. Ca o recunoaștere, diavolul îi arată apartamentele din Madrid și trucurile, mizeriile și răutățile locuitorilor lor. O temă similară a fost sugerată de lentilele magice din Los anteojos de mejor vista (1620-1625) de Rodrigo Fernández de Ribera. Charles Dickens se referă la El Diablo cojuelo din Vechiul Magazin de Curiozități, capitolul treizeci și trei.

## Legături externe
- Lucrări de Luis Vélez de Guevara la Proiectul Gutenberg
- Opere de sau despre Luis Vélez de Guevara la Internet Archive
- Lucrări de Luis Vélez de Guevara la LibriVox (cărți audio aflate în domeniul public)
- Works by Luis Vélez de Guevara at Biblioteca Virtual Miguel de Cervantes